# Adoracja Chrystusa
„Adoracja Chrystusa” – instalacja polskiego artysty współczesnego Jacka Markiewicza powstała w ramach nurtu tzw. sztuki krytycznej, zrealizowana w postaci filmu wideo.

## Historia
Instalacja powstała w 1992 r, i prezentowana była wówczas między innymi podczas otwarcia Państwowej Galerii Sztuki w Sopocie. Film stanowił element pracy dyplomowej jej autora, artysty Jacka Markiewicza (ur. 1964), obronionej na Akademii Sztuk Pięknych w Warszawie w 1993 r. Promotorem pracy był prof. Grzegorz Kowalski.
Od 7 września 2013 r. praca prezentowana była na wystawie „British British Polish Polish: Sztuka krańców Europy, długie lata 90. i dziś” w Centrum Sztuki Współczesnej w Warszawie.

## Treść
Na filmie ukazany jest artysta, który leży nago na podłodze wyłożonej plastikową folią obok średniowiecznego krucyfiksu z Muzeum Narodowego w Warszawie. Artysta na filmie ociera się oraz pieści figurę Chrystusa, dotykając ją genitaliami.
Autor pracy twierdzi, iż motywacją do jej stworzenia była chęć obnażenia tego, co nie jest Bogiem. Według niego ludzie modlą się w kościołach do wyrzeźbionych niby-bogów, a on poprzez swoją pracę i zaprezentowane na filmie kontrowersyjne ruchy adoruje prawdziwego Boga.

Do pracy, w której pieszczę Chrystusa, motywowała mnie chęć obrazy tego, co nie jest Bogiem. I mimo wszystko jest to praca religijna - o uwielbieniu Boga. Liżąc wielki średniowieczny krucyfiks, dotykając go nagim ciałem, obrażając go, gdy leży pode mną, modlę się do Prawdziwego Boga.

Promotor pracy prof. Grzegorz Kowalski tak natomiast ją recenzował:

Prowokacja Markiewicza sprowadza się w gruncie rzeczy do tego, że jego działanie nosi cechy zarazem adoracji i bluźnierstwa, że niebezpiecznie zbliżył, jeśli nie wręcz nałożył na siebie dwa przeciwieństwa.

## Krytyka
Prezentacja pracy na wystawie „British British Polish Polish: Sztuka krańców Europy, długie lata 90. i dziś” w warszawskim Centrum Sztuki Współczesnej w 2013 r., wywołała falę krytyki i protestów. Pracę krytykował za pośrednictwem mediów między innymi poseł Andrzej Jaworski (PiS), przewodniczący Parlamentarnego Zespołu ds. Przeciwdziałania Ateizacji Polski, nazywając dodatkowo autora pracy „pseudoartystą, który ma niepoukładane życie seksualne”.
Posłowie PiS, Anna Sobecka i Stanisław Pięta i były poseł Ryszard Nowak, złożyli także doniesienie do prokuratury o podejrzeniu popełnienia przestępstwa z art. 196 z Kodeksu Karnego o obrazie uczuć religijnych poprzez znieważenie świętości w postaci figury Jezusa Chrystusa. Na początku listopada odbył się także protest przeciwko prezentowaniu „Adoracji Chrystusa” przed Centrum Sztuki Współczesnej. W proteście brało udział ok. 100 osób, w tym między innymi posłanka Anna Sobecka, a pikieta była transmitowana przez TV Trwam.
Krytyczny głos w sprawie prezentacji instalacji zabrali także przedstawiciele duchowieństwa, w tym między innymi przewodniczący Episkopatu Polski abp Józef Michalik, bp włocławski Wiesław Mering oraz metropolita warszawski kardynał Kazimierz Nycz stwierdzając iż „został sprofanowany Krzyż, znak Męki i Śmierci Chrystusa dla chrześcijan, a równocześnie ogólnoludzki symbol godności człowieka”.
Od 12 do 14 listopada trwał również modlitewny protest członków Krucjaty Różańcowej, w trakcie którego 14 listopada doszło do włączenia alarmu przeciwpożarowego i ewakuacji Centrum Sztuki Współczesnej. W trakcie zamieszania nieznany sprawca spryskał sprayem projektor, z którego wyświetlano film, i obrzucił ścianę, na którą rzutowany był obraz, czerwoną farbą. Policja zatrzymała jedną osobę.
Swój protest w sprawie obrazy uczuć religijnych w związku z prowokacyjnymi działaniami „artystycznymi” i prezentacją „Adoracji Chrystusa” w Centrum Sztuki Współczesnej wyraził także w specjalnym komunikacie przesłanym 27 listopada 2013 r. do Katolickiej Agencji Informacyjnej przewodniczący Rady Naczelnej Ligi Muzułmańskiej w RP, imam dr Ali Abi Issa, solidaryzując się z chrześcijanami i sprzeciwiając nurtowi projektów artystycznych, które prowokują i obrażają ludzi wierzących.
28 listopada 2013 r. rzecznik prasowy Prokuratury Okręgowej w Warszawie, prokurator Przemysław Nowak, poinformował o wszczęciu dochodzenie w sprawie obrazy uczuć religijnych na podstawie art. 196 Kodeksu karnego w związku z prezentacją w warszawskim Centrum Sztuki Współczesnej filmu „Adoracja Chrystusa”.